# Indywidualne Mistrzostwa Świata w Ice Speedwayu 2023
Indywidualne Mistrzostwa świata w ice speedwayu 2023 – cykl zawodów w wyścigach motocyklowych na lodzie, mający na celu wyłonienie medalistów indywidualnych mistrzostw świata w sezonie 2023.

## Zasady
Na skutek rezygnacji z organizacji rund finałowych w Heerenveen po raz czwarty od inauguracji cyklu Grand Prix IMŚ w 1994 roku mistrza świata, zamiast wielorundowego cyklu wyłoni dwudniowy finał, poprzednio miało to miejsce w latach 1997, 2000 i 2021. Odbędzie się on na torze w Inzell, a jego lista startowa zostanie ustalona na podstawie rundy kwalifikacyjnej (awans uzyska 10 najlepszych zawodników), 4 dzikich kart FIM i lokalnej dzikiej karty. Obsadę uzupełni indywidualny mistrz świata z 2022 roku – Martin Haarahiltunen.

## Terminarz
| Etap                 | Data           | Stadion          | Miasto       | Zwycięzca       |
| -------------------- | -------------- | ---------------- | ------------ | --------------- |
| Runda kwalifikacyjna | 28 stycznia    | Kallehov         | Örnsköldsvik | Niclas Svensson |
| Finał 1. i 2.        | 19 - 20 lutego | Max Aicher Arena | Inzell       |                 |
| Finał 3. i 4.        | 1 - 2 kwietnia | Thialf           | Heerenveen   | –               |

## Eliminacje
Po 2 nominacje do rundy kwalifikacyjnej otrzymały reprezentacje Austrii, Czech, Holandii, Niemiec i Szwecji, po jednej reprezentacje Finlandii, Norwegii, Polski i Włoch. Ponadto reprezentacji Szwecji przypadło nominowanie zawodników rezerwowych. W zawodach nie wezmą udziału zawodnicy z Rosji, 5 marca 2022 roku Międzynarodowa Federacja Motocyklowa (FIM) podjęła decyzję o zawieszeniu ich licencji, z uwagi na prowadzoną przez ten kraj inwazję zbrojną na Ukrainę. Pierwotnie zarezerwowane dla zawodników rosyjskich numery startowe 8 i 14 obsadzone zostały przez reprezentantów Szwecji i Finlandii.

### Numery startowe
| (1) Niek Schaap (2) Harald Simon (3) Luca Bauer (4) Jo Sætre (5) Lukáš Hutla (6) Max Koivula (7) Markus Jell (8) Stefan Svensson | (9) Sebastian Reitsma (10) Franz Mayerbüchler (11) Andrej Diviš (12) Niclas Svensson (13) Jimmy Olsén (14) Mats Järf (15) Franz Zorn (16) Michał Knapp |

### Rezerwowi
(17)  Jimmy Hörnell
(18)  Joakim Söderström

### Wyniki
| Poz  | Zawodnik           | 1 | 2 | 3 | 4 | 5 | Punkty |
| ---- | ------------------ | - | - | - | - | - | ------ |
| 1    | Niclas Svensson    | 3 | 2 | 3 | 3 | 3 | 14     |
| 2    | Lukáš Hutla        | 3 | 3 | 1 | 3 | 3 | 13     |
| 3    | Stefan Svensson    | 1 | 3 | 3 | 3 | 3 | 13     |
| 4    | Franz Zorn         | 3 | 3 | 2 | 3 | 2 | 13     |
| 5    | Jimmy Olsén        | 2 | 2 | 3 | 2 | 2 | 11     |
| 6    | Mats Järf          | 1 | 3 | 2 | 2 | 1 | 9      |
| 7    | Luca Bauer         | 3 | 2 | 1 | 2 | 1 | 9      |
| 8    | Markus Jell        | 2 | 1 | 2 | 2 | 1 | 9      |
| 9    | Harald Simon       | 2 | 2 | 0 | 1 | 2 | 7      |
| 10   | Max Koivula        | 0 | 1 | 3 | 2 | 0 | 6      |
| 11   | Franz Mayerbüchler | 2 | 0 | 1 | 1 | 1 | 5      |
| 12   | Andrej Diviš       | w | 0 | 2 | w | 2 | 4      |
| 13   | Jo Sætre           | 1 | 1 | 0 | 1 | 0 | 3      |
| 14   | Sebastian Reitsma  | 1 | 1 | 0 | 0 | 1 | 3      |
| 15   | Michał Knapp       | 0 | 0 | 1 | 0 | 0 | 1      |
| 16   | Niek Schaap        | 0 | 0 | 0 | 0 | 0 | 0      |
| Rez. | Jimmy Hörnell      |   |   |   |   |   | ns     |
| Rez. | Joakim Söderström  |   |   |   |   |   | ns     |

## Finał
Jako obrońca tytułu mistrzowskiego nominację do turnieju finałowego otrzymał Martin Haarahiltunen. Kolejnych 10 uczestników zakwalifikowało się poprzez rundę kwalifikacyjną, czterem zawodnikom przyznane zostały dzikie karty z ramienia FIM, przyznanie ostatniej dzikiej karty i zawodników rezerwowych przypadło gospodarzowi zawodów.

### Numery startowe
| (1) Stefan Svensson – 3. miejsce w rundzie kwalifikacyjnej (2) Harald Simon – 9. miejsce w rundzie kwalifikacyjnej (3) Luca Bauer – 7. miejsce w rundzie kwalifikacyjnej (4) Jo Sætre – dzika karta FIM (5) Niclas Svensson – zwycięzca rundy kwalifikacyjnej (6) Franz Mayerbüchler – dzika karta FIM (7) Mats Järf – 6. miejsce w rundzie kwalifikacyjnej (8) Andrej Diviš – dzika karta FIM | (9) Franz Zorn – 4. miejsce w rundzie kwalifikacyjnej (10) Johann Weber – dzika karta organizatora (11) Max Koivula – 10. miejsce w rundzie kwalifikacyjnej (12) Martin Haarahiltunen – mistrz świata 2022 (13) Sebastian Reitsma – dzika karta FIM (14) Jimmy Olsén – 5. miejsce w rundzie kwalifikacyjnej (15) Markus Jell – 8. miejsce w rundzie kwalifikacyjnej (16) Lukáš Hutla – 2. miejsce w rundzie kwalifikacyjnej |

### Rezerwowi
(17)  Benedikt Monn
(18)  Max Niedermaier